# Список умерших в 1286 году
В этой статье представлен список известных людей, умерших в 1286 году.
См. также: Категория:Умершие в 1286 году

## Январь
- 4 января — Анна Комнина Дукиня — жена Гильома II де Виллардуэна, князя Ахайи
- 5 января — Чинким — второй сын и наследник престола основателя монгольского государства Юань, глава имперского секретариата, отец императора Тэмура

## Февраль
- 17 февраля — Лука Беллуди[итал.] — святой римско-католической церкви[1].

## Март
- 1 марта — Вальтер фон Клинген — швейцарский средневековый поэт периода позднего миннезанга.
- 2 марта — Фудзивара но Арико[англ.] — жена императора Японии Го-Хорикава
- 19 марта — Александр III Шотландский (44) — король Шотландии (1249—1286), несчастный случай
- 20 марта — Абу Юсуф Якуб — маринидский правитель Марокко (1259—1286)

## Апрель
- 20 апреля — Булухан-хатун, девятая и главная жена ильхана Абаги.
- 25 апреля — Бернард Проворный — князь яворский (1278—1281), князь львувекский (1278—1286).
- 26 апреля — Генрих II фон Финштинген[нем.] — архиепископ Трира (1260—1286).

## Июнь
- 16 июня — Хуго де Балшем — епископ Или (1256—1286).

## Июль
- 4 июля или 5 июля — Гартманн фон Диллинген[англ.] — князь-епископ Аугсбурга (1248—1286).
- 30 июля — Абу-ль-Фарадж бин Харун — сирийский христианский церковный деятель, писатель и учёный-энциклопедист.

## Август
- 7 августа — Нантовинус[англ.] — святой римско-католической церкви.

## Сентябрь
- 22 сентября — Усюэ Цзуюань (60) — буддийский мастер школы линьцзи-чань из Китая, ставший наставником риндзай-дзэн в Японии периода Камакура.
- 25 сентября — Мэтью де Вандом[фр.] — аббат Сен-Дени (1258—1286), регент Франции (1270, 1285—1286).
- Уолтер Скэммел[англ.] — епископ Солсбери (1284—1286).

## Октябрь
- 8 октября — Жан I Рыжий — герцог Бретани (1237—1286), граф Ришмон (1268), граф Пентьевр (1272—1286)
- 31 октября — Кунигунда фон Эйзенберг[англ.] — жена Альбрехта II Мейсенского

## Ноябрь
- 1 ноября — Анчеро Панталеоне[англ.] — итальянский кардинал-протопресвитер — (1277—1286)
- 9 ноября — Роджер Нортвуд[англ.] — английский лорд-хранитель пяти морей (1255—1258)
- 10 ноября — Морис Фицджеральд — граф Оффали, юстициарий Ирландии (1272—1273).
- 22 ноября — Эрик V Клиппинг — король Дании (1259—1286); убит.

## Декабрь
- 15 декабря — Уильям де Варенн[англ.] (30) — единственный сын и наследник Джона де Варенн, 6-й графа Суррей, убит на турнире

## Дата неизвестна или требует уточнения
- Абдуллах аль-Байдави — мусульманский богослов, историк и муфассир, который известен своим тафсиром или комментариями к Корану «Тафсир аль-Байдави».
- Абуль-Аббас аль-Мурси — александрийский святой суфий, чьим именем названа мечеть Эль-Мурси Абуль-Аббаса
- Амвросий Сиенский[англ.] — доминиканский проповедник, святой римско-католической церкви[2].
- Ариас Сога[англ.] — епископ Луго (1284—1286)
- Арлотто де Прато[англ.] — генеральный министр ордена францисканцев (1285—1286)
- Беатриса Кастильская — дочь короля Кастилии Альфонсо X — жена Гульельмо VII Великого, маркграфа Монферрато.
- Бруно да Лонгобуччо[итал.] — итальянский врач и хирург.
- Вильем из Мёрбеке — средневековый переводчик.
- Гюрджю Хатун, грузинская царевна из рода Багратионов, вторая жена султана Кей-Хосрова II.
- Евстафий I[англ.] — архиепископ Сербской православной церкви (1279—1286), святой сербской церкви.
- Жан Буанеброк из Дуэ[англ.] — средневековый фламандский купец и промышленник-суконщик, один из первых капиталистов-эксплуататоров.
- Жанна Кармелитка — блаженная Римско-католической церкви, дева Третьего Ордена Кармелитов
- Ибн аль-Куфф[англ.] — арабский врач и хирург, автор самого раннего средневекового арабского трактата, предназначенного исключительно для хирургов
- Ибн Саид аль-Магриби — арабский географ, историк и поэт
- Иехиэль из Парижа — духовный лидер еврейства Франции, крупный тосафист и глава иешивы в Париже
- Изабелла Паллавичини — маркиза Бодоницы (1278—1286).
- Педро Альварес де лас Астуриас, астурийский и кастильский аристократ, главный майордом короля Кастилии Санчо IV.
- София Датская — жена Вальдемара I Биргерссона, короля Швеции.
- Яков I[англ.] — католикос Армянской апостольской церкви в Киликии (1268—1286)